# Kōzō Hirao
Kōzō Hirao (jap. 平尾 浩三, Hirao Kōzō; * 1934 in Kōbe) ist ein japanischer Germanist und Honorarprofessor an der Universität Tokio.
Hirao absolvierte seinen Bachelorabschluss 1957 an der Universität Tokio. Nach Studienaufenthalten in Hamburg und Freiburg im Breisgau erlangte er eine Professur an der Chūō-Universität, der Universität Tokio sowie an der Keiō-Universität in Japan.
Im Jahre 2005 wurde Hirao mit dem Verdienstkreuz Erster Klasse der Bundesrepublik Deutschland ausgezeichnet.

## Publikationen als Übersetzungen auf Japanisch
- Sammlung Hartmann, 1982
- Heinrich Breticher,
- Sammlung Konrad von Wuerzburg, 1984
- Seifried Helbling,
- Joachim Bumke, Studien zum Ritterbegriff im 12. und 13. Jahrhundert (2. Aufl. 1977), 1995.
- Rudolf von Ems, Der guote Gêrhart. 3. Auflage, Tübingen 1989, 2005.